# Plaine de Ghriss
Plaine de Ghriss är en slätt i Algeriet.   Den ligger i provinsen Muaskar, i den norra delen av landet, 300 km sydväst om huvudstaden Alger.